# Dürüm

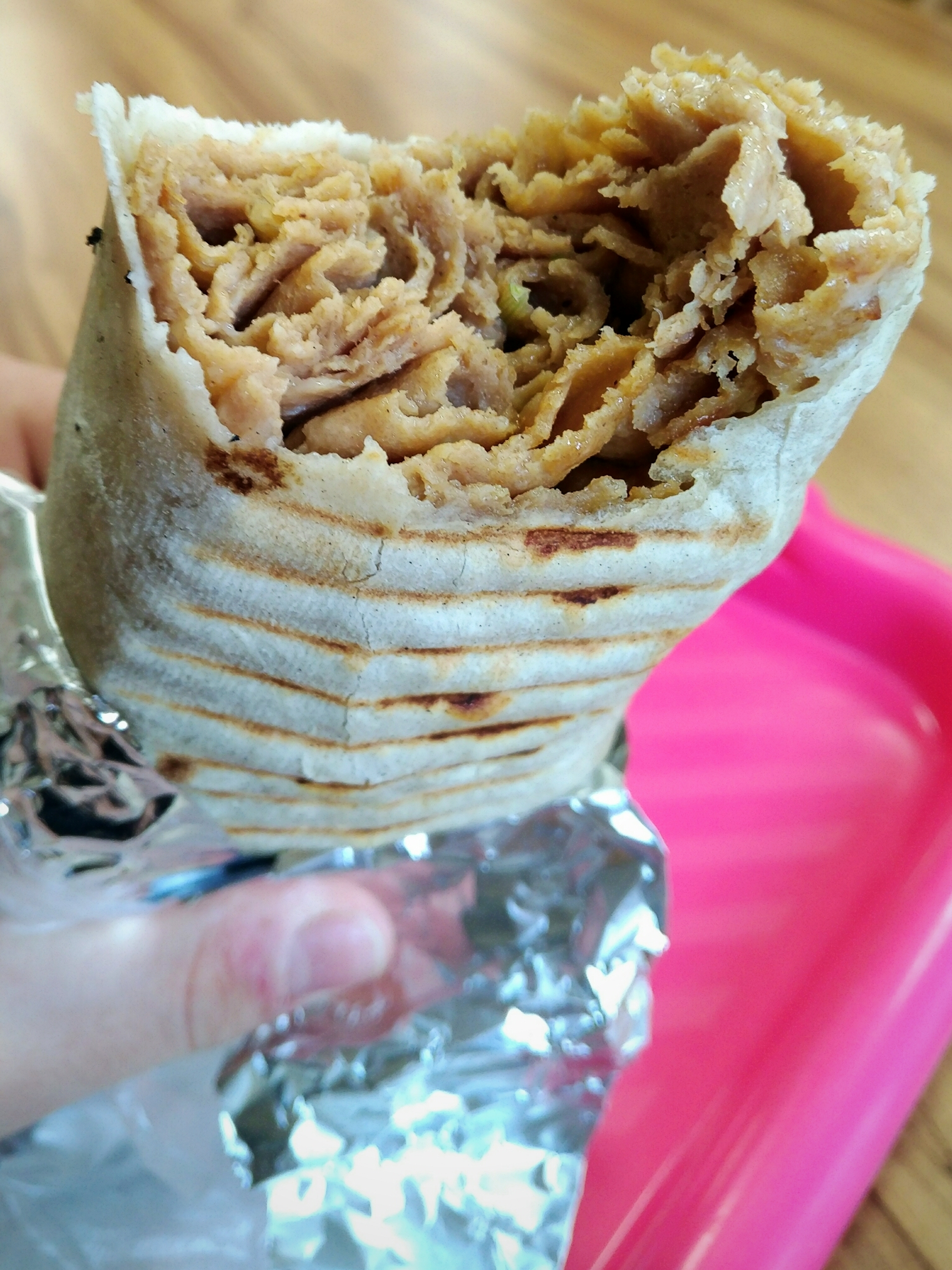
Kebab dans un dürüm.

Le dürüm est un kebab où le pain est remplacé par une galette turque.

## Présentation

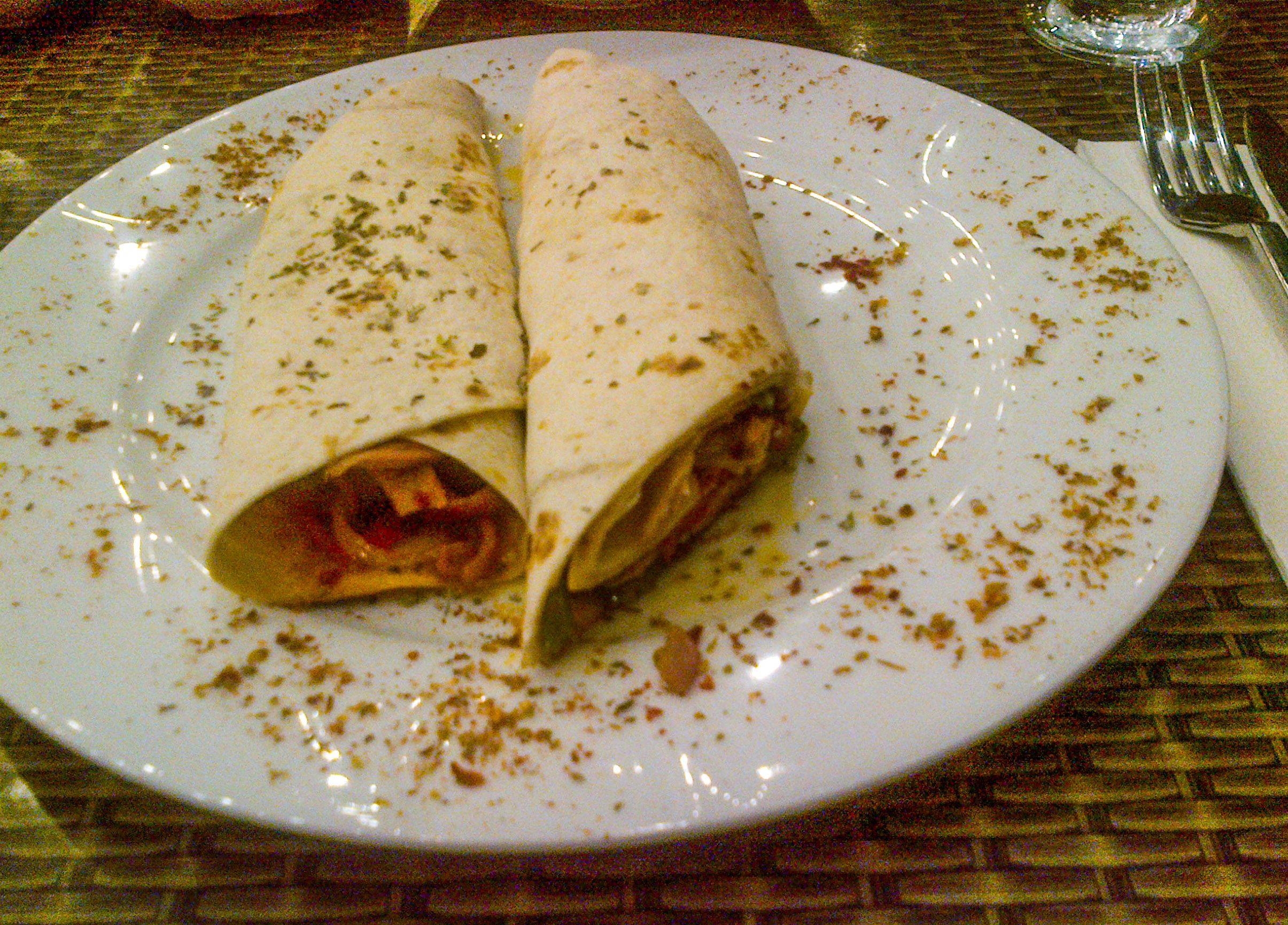
Kokoreç dürüm de la cuisine turque, dans un restaurant à Istanbul.

Le dürüm, mot d'origine turque, qui veut dire littéralement « enroulade », signifie plus globalement toute sorte de préparation enroulée dans une galette turque.
De nombreuses variétés peuvent exister, comme le sucuk dürüm (enroulade au saucisson turc à l'ail), kokoreç dürüm, peynir dürüm (enroulade au fromage de brebis), salata dürüm (enroulade végétarienne, contenant souvent salade verte, tomates finement coupées, olives dénoyautées, oignons rouges en dés avec un filet d'huile d'olive).

### Variante belge
En Belgique, et particulièrement à Bruxelles, une variante du dürüm traditionnel turc est apparue fin des années 1980, lorsque des patrons d'origine turque commencent à reprendre des snacks ou des friteries.
Inspirée par la mitraillette locale, et proche du sandwich turc aux frites appelé patso, elle peut contenir non seulement de la viande cuite à la turque (chawarma), ou de friterie locale (bœuf, poulet, boulette kefta, fricadelle, mexicano) ou du falafel pour sa version végétarienne, ainsi que de la salade variée (laitue, chou, oignons, tomates, maïs, salade…), mais aussi des frites. Le choix des sauces sera également beaucoup plus important.
Ce plat hybride est rapidement devenu populaire et figure aujourd'hui à la carte de nombreux snacks du pays.